# Pál Fischer
Pál Fischer (Budapest, 26 gennaio 1966) è un ex calciatore ungherese, di ruolo attaccante.

## Carriera

### Club
Fu capocannoniere del campionato ungherese nel 1992 a pari merito con Ferenc Orosz.

### Nazionale
Ha segnato 2 gol nei Mondiali Under-20 del 1985; in seguito ha giocato 19 partite con la Nazionale maggiore ungherese, con la cui maglia non ha mai segnato.

## Palmarès

### Club

#### Competizioni nazionali
- Coppa d'Ungheria: 1

Ferencvaros: 1990-1991
- Campionato olandese: 1

Ajax: 1989-1990
- Campionato ungherese: 1

Honved: 1992-1993

### Individuale
- Capocannoniere del campionato ungherese: 1

1991-1992 (16 gol)